# Ten Berge
Ten Berge is een helling in de Vlaamse Ardennen nabij Ronse. De top ligt nabij Louise-Marie en het Muziekbos. Vlak bij deze helling bevindt zich een 800 meter lange spoortunnel. De voet van de helling is gelegen aan de oostzijde van Ronse, de top ligt gesitueerd tussen de top van de Statieberg en de Hemelberg.

## Wielrennen
De helling is bekend uit onder andere De Reuzen van Vlaanderen, een parcours voor wielertoeristen.

## Afbeeldingen

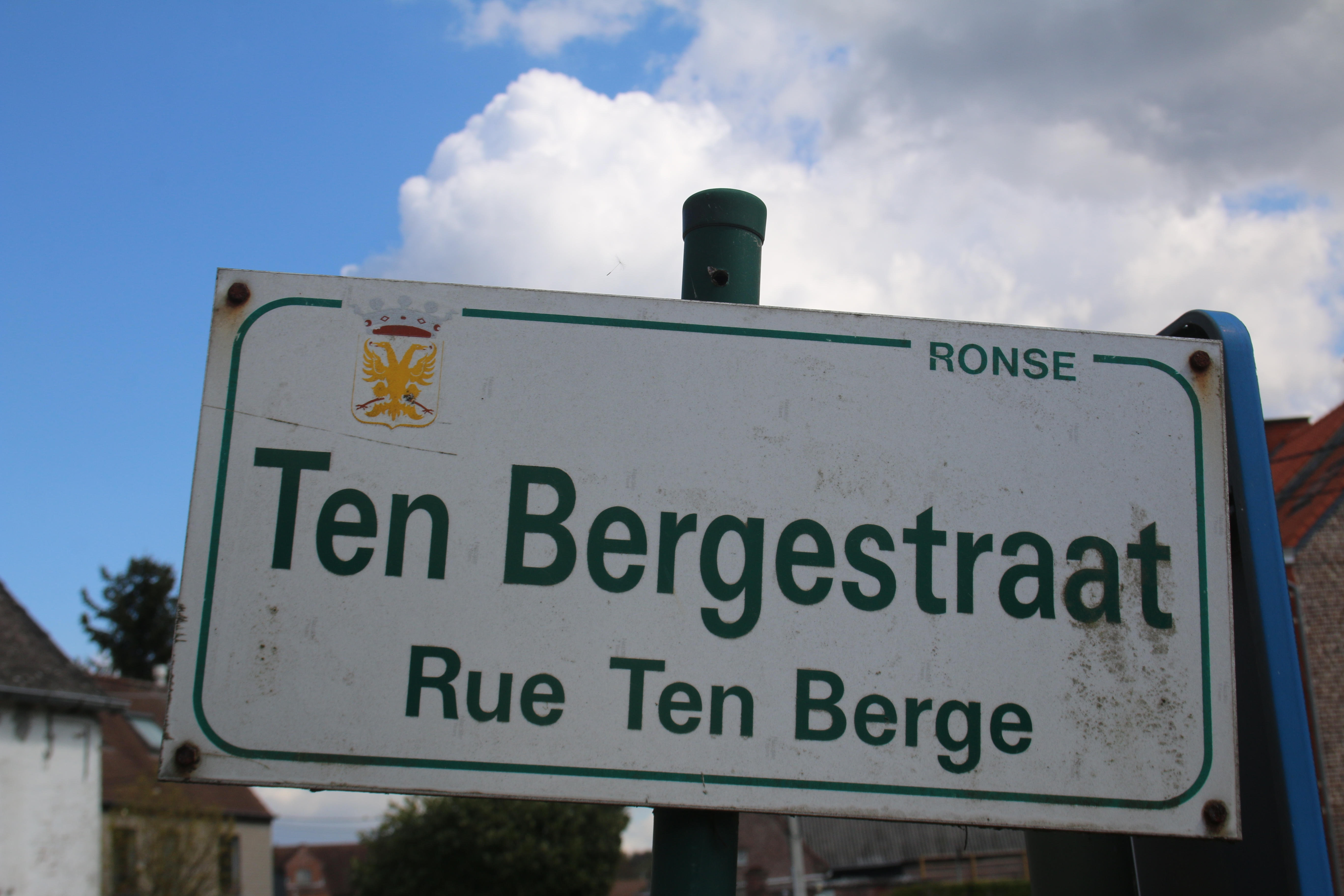
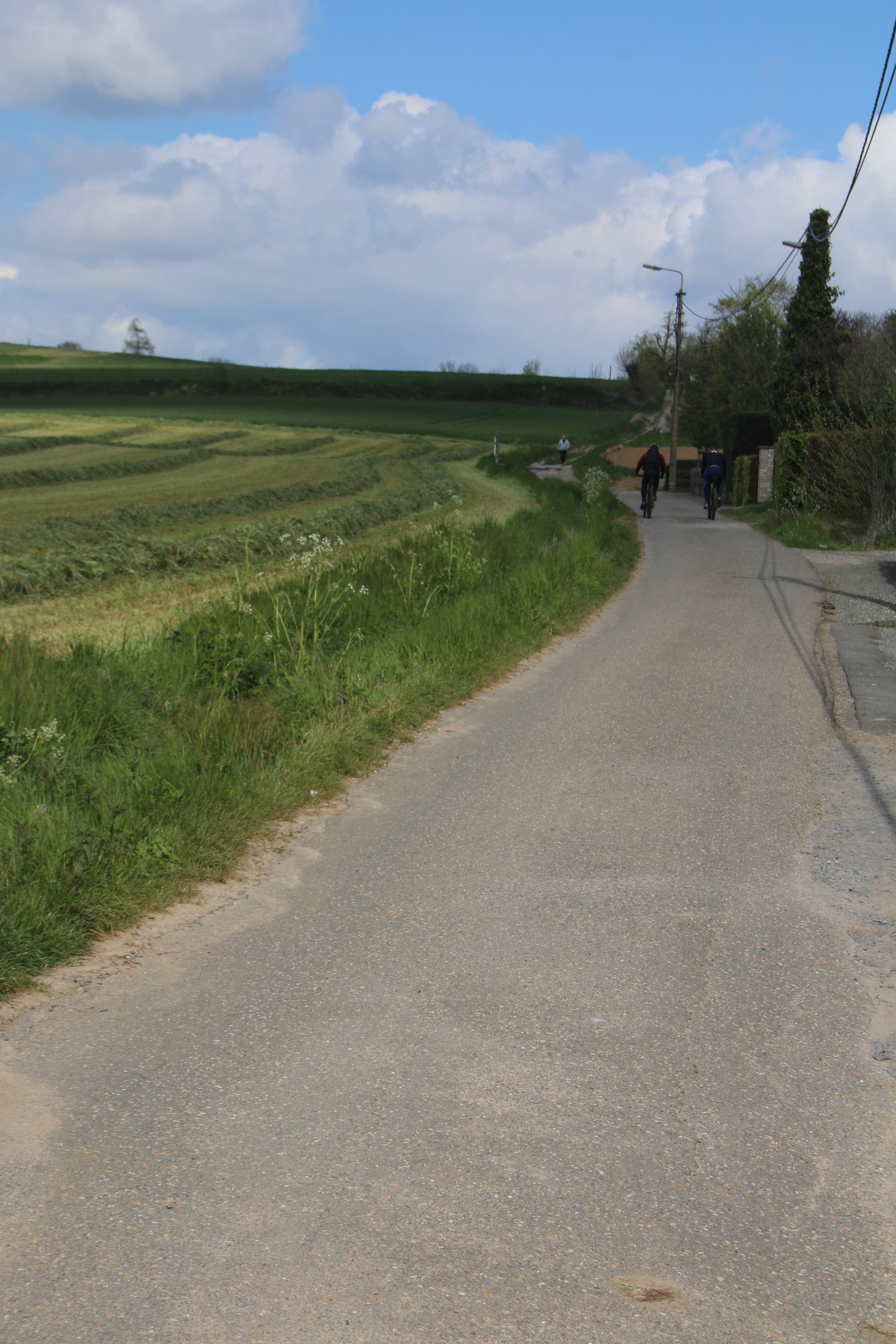